# Метилацетат
Метилацетат (метиловий етер оцтової кислоти) CH3COOCH3 — органічна речовина класу складних етерів.
Зустрічається в природі, здебільшого в етерних оліях рослин (наприклад, до 8,9 % у різних видах м'яти, до 28,2 % у лабазнику, до 44 % у жасмині), та у харчових продуктах (наприклад, у коньяках багаторічної витримки). В космічному просторі виявлений у міжзоряному середовищі.

## Фізичні властивості
Безбарвна прозора рідина із фруктовим запахом.
Добре змішується з органічними розчинниками. За розчинною здатністю аналогічний ацетону і застосовується в ряді випадків як його замінник. Змішується в будь-яких співвідношеннях з етанолом і етиловим етером, добре розчинний в ацетоні та хлороформі, розчинний у бензолі.
Деякі властивості відрізняються за різними джерелами: густина 0,9330 та 0,9244 г/см3; показник заломлення 1,3619 та 1,3593; динамічна в'язкість 0,362 та 0,381.
Розчинність у воді 31,9 %, утворює з водою азеотропну суміш (температура кипіння 56,4 °C, 96,7 % метилацетату). Утворює азеотропні суміші з метанолом (температура кипіння 54 °C, 81 % метилацетату) та ацетоном (температура кипіння 56,1 °C, 45 % метилацетату).
Утворює аддукти: метилацетат•SbCl5, метилацета•HSbCl6 і метилацетат•BF3, що плавляться, відповідно, при 87-88, 81-82 і 65,5°С.
Вибухонебезпечні концентрації в суміші з повітрям 3,15 — 15,60 %.

## Хімічні властивості
За хімічними властивостями метилацетат є типовим складним етером аліфатичної монокарбонової кислоти.
Легко гідролізується (омилюється) на вихідні спирт і кислоту водою (зворотно) або лугами (незворотно, тому що утворювана карбонова кислота перетворюється на сіль):
{\displaystyle \mathrm {CH_{3}COOCH_{3}+H_{2}O\ \rightarrow \ CH_{3}COOH+CH_{3}OH} }
Відновлення метилацетату призводить до утворення двох спиртів (етанол та метанол):
{\displaystyle \mathrm {CH_{3}COOCH_{3}+2H_{2}\ \rightarrow \ CH_{3}CH_{2}OH+CH_{3}OH} }
Під дією аміаку метилацетат перетворюється на ацетамід і метанол:
{\displaystyle \mathrm {CH_{3}COOCH_{3}+NH_{3}\ \rightarrow \ CH_{3}CONH_{2}+CH_{3}OH} }

## Отримання
Метилацетат одержують:
- етерифікацією оцтової кислоти метанолом у рідкій фазі в присутності сірчаної кислоти (або при пропусканні суміші парів зазначених рідин над нагрітими каталізаторами: FeCl3, AlCl3)[8]:

{\displaystyle \mathrm {CH_{3}COOH+CH_{3}OH\ \rightarrow \ CH_{3}COOCH_{3}+H_{2}O} }
- з оцтового ангідриду і метанолу[8] (реакція протікає в рідкій фазі за відсутності каталізатора і є практично незворотною[16]):

{\displaystyle \mathrm {(CH_{3}CO)_{2}O+CH_{3}OH\ \rightarrow \ CH_{3}COOCH_{3}+CH_{3}COOH} } ,
- за реакцією Байєра-Віллігера впливом перкарбонової кислоти на ацетон у присутності кислот Льюїса як каталізатора (наприклад, BF₃):

{\displaystyle \mathrm {(CH_{3})_{2}CO+RC(O)OOH\ {\xrightarrow {H^{+}}}\ CH_{3}COOCH_{3}} } ,
- крім синтетичних методів — піролізом деревини[8][10].

## Застосування
Метилацетат застосовують, в основному, як розчинник у виробництві лакофарбових матеріалів і як компонент багатьох промислових та побутових розчинників. Він є складовою (7-75 %) лісохімічних розчинників.
Використовується при виробництві клеїв, композиційних лаків, шпаклівок, магнітних стрічок, автокосметики, етерів целюлози, полівінілацетату, поліметилметакрилату, рослинних та тваринних жирів, багатьох синтетичних смол.
Застосовується як екстрагент в аналітичній хімії, у тому числі для відокремлення LiCl від хлоридів інших лужних металів.
Метилацетат є цінним компонентом для промислового синтезу, в тому числі — з нього карбонілуванням отримують оцтовий ангідрид (процес Реппе):
{\displaystyle {\rm {CH_{3}CO_{2}CH_{3}+CO\rightarrow (CH_{3}CO)_{2}O}}}
Використовується в харчовій промисловості як ароматизатор і як екстрактивний розчинник в процесі декофеїнізації чаю та кави. Як ароматизатор і розчинник також входить до складу ряду косметичних засобів.

## Токсичність
Слабко подразнює слизові оболонки очей та дихальних шляхів (при концентрації 15 мг/л хімічно чистого метилацетату для відчуття подразнення потрібна 5-хвилинна експозиція). У високих концентраціях дає легкий наркотичний вплив, — в основному, за рахунок дії етеру, і, меншою мірою, — за рахунок спирту, що з нього утворюється.
При пероральному введенні LD50 = 2,9 г/кг (білі щури), 2,4 г/кг (миші та кролики), 3,6 г/кг (морські свинки).